# Ravilya Agletdinova
Ravilya Agletdinova-Kotovich (en russe : Равиля Аглетдинова-Котович, Ravilia Agletdinova-Kotovitch), née le 10 février 1960 à Kourgan Tioube, en RSS du Tadjikistan, et décédée le 25 juin 1999 à Jlobine, en Biélorussie, est une athlète soviétique dans les années 1970 et 1980, spécialiste du 1 500 mètres.
Sa fille Maryna Arzamasava est championne du monde du 800 m en 2015.

## Biographie
Ravilya Agletdinova s'installe à Minsk, en RSS de Biélorussie, en 1980, et obtient rapidement des succès dans les courses de demi-fond. Elle remporte la médaille d'or des Championnats d'Europe 1986 de Stuttgart devant sa compatriote Tatyana Samolenko et la Roumaine Doina Melinte.
Après sa carrière sportive, elle travaille à Minsk pour le magazine Delo, où elle dirige le service marketing et publicité. Elle trouve la mort dans un accident de voiture en 1999, à l'âge de 39 ans.

## Palmarès
| Date | Compétition                | Lieu      | Place | Épreuve |
| ---- | -------------------------- | --------- | ----- | ------- |
| 1983 | Championnats du monde      | Helsinki  | 4e    | 1 500 m |
| 1985 | Coupe du monde des nations | Canberra  | 2e    | 1 500 m |
| 1986 | Championnats d'Europe      | Stuttgart | 1re   | 1 500 m |

## Records
| Épreuve | Performance   | Lieu    | Date         |
| ------- | ------------- | ------- | ------------ |
| 800 m   | 1 min 56 s 1  | Podolsk | 21 août 1982 |
| 1500 m  | 3 min 58 s 40 | Moscou  | 18 août 1985 |